# Église catholique au Kenya
L’Église catholique au Kenya comporte 13 millions de baptisés, soit environ 38% de la population. C'est la première religion devant le protestantisme, principalement anglican, et devant l'islam.

## Histoire

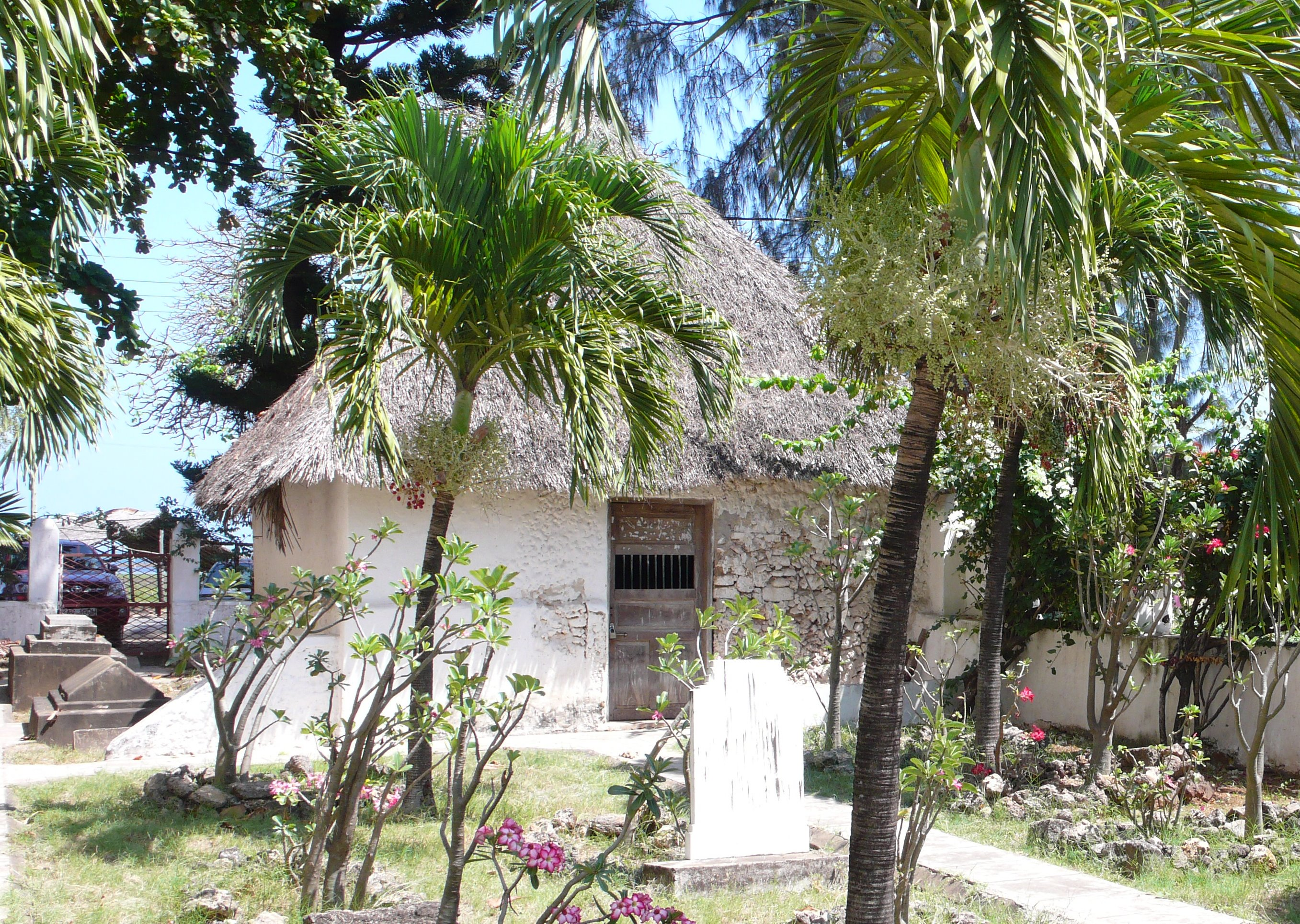
La chapelle dans laquelle est conservée la croix plantée par Vasco de Gama, considérée comme la plus ancienne d'Afrique subsaharienne.

L'évangélisation de l'actuel Kenya commence au XVIe siècle avec les missionnaires portugais, particulièrement des augustiniens. En 1631, le sultan de Mombasa lance une politique de répression. Le 21 août, 150 chrétiens sont tués. 
Les missions reprennent au XIXe siècle, avec la congrégation du Saint-Esprit. En 1930 est créée la délégation apostolique de Mombasa, chargée de l'Afrique tropicale. En 1959, elle est déplacée à Nairobi, et devient une nonciature apostolique (en) en 1965. En 1973 est nommé le premier cardinal kenyan, Maurice Michael Otunga.
Le pape Jean-Paul II visite trois fois le Kenya, en 1980, 1985 et 1995. Le pape François le visite en 2015.

## Organisation
- Archidiocèse de Kisumu
  - Diocèse de Bungoma
  - Diocèse d'Eldoret
  - Diocèse de Homa Bay
  - Diocèse de Kakamega
  - Diocèse de Kapsabet
  - Diocèse de Kisii
  - Diocèse de Kitale
  - Diocèse de Lodwar
- Archidiocèse de Mombasa
  - Diocèse de Garissa
  - Diocèse de Malindi
- Archidiocèse de Nairobi
  - Diocèse de Kericho
  - Diocèse de Kitui
  - Diocèse de Machakos
  - Diocèse de Nakuru
  - Diocèse de Ngong
- Archidiocèse de Nyeri
  - Diocèse d'Embu
  - Diocèse de Maralal
  - Diocèse de Marsabit (en)
  - Diocèse de Meru
  - Diocèse de Muranga (en)
  - Diocèse de Nyahururu (en)
- Ordinariat militaire du Kenya (statut spécial)
- Vicariat apostolique d'Isiolo (en) (statut spécial)

## Conférence épiscopale
Une conférence épiscopale est organisée, la Conférence des évêques catholiques du Kenya (en anglais : Kenya Conference of Catholic Bishops, abrégé KCCB), qui regroupe les évêques des différents diocèses du Kenya, y compris les évêques émérites, auxiliaires, le vicaire apostolique et l'ordinaire militaire. Elle a été approuvée le 7 décembre 1976. Elle a pour rôle de coordonner les différents diocèses du pays. La KEC a actuellement quinze commissions (liturgie, doctrine, apostolat des laïcs, mission, justice et paix, dialogue interreligieux, réfugiés, etc.) et deux sous-commissions (direction canonique et apostolat des nomades).
La KEC est membre de l'association des conférences épiscopales d'Afrique orientale (AMECEA), et du symposium des conférences épiscopales d'Afrique et de Madagascar (SECAM).

## Liberté religieuse
Les chrétiens, anglicans ou catholiques, sont visés par les attaques des Shebabs somaliens,.